# Ruta Provincial 80 (Buenos Aires)
La Ruta Provincial 80 es una carretera mayormente no pavimentada, de tierra y cortada por un arroyo,  de 170 km de extensión, ubicada en la provincia de Buenos Aires, Argentina.
La ruta se podría dividir en dos sectores, norte y sur, al ser cortada por la Ruta Provincial 74.
A la altura de las villas turísticas de Villa Cacique y Barker se pasa por las Sierras de Tandil.
Al norte de la RP 74 antes de llegar a la RN 226 se traspasa por las Sierras de Azul y por el Arsenal Naval Azopardo de Pablo Acosta, en Azul.
Respecto de este tramo, desde María Ignacia hasta el Río de los Huesos la ruta es transitable al ser mayormente consolidada y con piedras; antes de llegar al Río de los Huesos la ruta deja de ser tal para convertirse en una huella. [cita requerida]
Desde la RN 226 hasta la Abadía Nuestra Señora de los Ángeles la ruta se encuentra pavimentada; después del Arsenal Naval Azopardo y hasta la cuesta la calidad del pavimento es muy mala, impide avanzar a más de 50 km / H.

## Localidades
- Partido de Necochea: Juan Nepomuceno Fernández, Claraz;
- Partido de Benito Juárez: Villa Cacique, Barker;
- Partido de Tandil: María Ignacia;
- Partido de Azul: Pablo Acosta.